# 元朗站公共運輸交匯處
元朗站公共運輸交匯處（英語：Yuen Long Station Public Transport Interchange）是附屬於港鐵元朗站的公共運輸交匯處，位於香港新界元朗區朗日路，元朗站G出口側，旁邊為形點II。該公共運輸交匯處的官方名稱是元朗站（北）公共運輸交匯處（英語：Yuen Long Station (North) Public Transport Interchange）。

## 總站路線資料

### 新大嶼山巴士B2線
- 元朗站 ↔ 深圳灣口岸

提供港鐵元朗站、元朗市中心、屏山、洪水橋、屯門藍地往來深圳灣口岸的口岸巴士服務，於2007年7月1日起投入服務，以配合深圳灣口岸啟用。

### 九龍巴士53線
- 元朗（形點） ↔ 荃灣（如心廣場）

提供元朗市中心、屏山、廈村、屯門、深井往來 荃灣西站的巴士服務，於1973年7月16日起投入服務，經黃金海岸。為配合元朗站物業發展工程，總站於2019年12月22日臨時遷往形點。

### 龍運巴士N30線
- 元朗站 ↔ 機場（暢達路）（經東涌）

提供元朗市中心、屯門往來香港國際機場、東涌的深宵巴士服務，於1998年11月22日起投入服務。

### 港鐵巴士K65線
- 元朗站 ↔ 流浮山

提供元朗市中心、屏山、往來流浮山的巴士服務，於1961年4月6日起投入服務（前身為九巴路線24），2003年12月19日起配合九廣西鐵（現稱港鐵屯馬綫）於翌日通車改稱K65，並繞經港鐵天水圍站。

### 新界區專線小巴32線
- 元朗站 ↺ 唐人新村

### 新界區專線小巴604線
- 元朗站 ↔ 山下村

### 新界區專線小巴609B線
- 朗善邨 ↺ 元朗站

### 新界區專線小巴611A線
- 山貝村 ↔ 元朗站

## 途經路線資料

### 九龍巴士B1線
- 天水圍（天慈邨） ↔ 落馬洲站（福田）
- 元朗（山水樓） ↔ 落馬洲站（福田）(特別班次)
- 天水圍（天恩邨） ↔ 落馬洲站（福田）(特別班次)

提供港鐵天水圍站、元朗市中心往來洲頭村、下灣漁民新村、落馬洲站／福田口岸的巴士服務，於2007年8月15日投入服務。初時往來元朗西鐵站（即本站的前名）至落馬洲支線總站（現稱落馬洲站）。

### 新界區專線小巴31線
- 元朗站 ↺ 唐人新村

### 新界區專線小巴36線
- 元朗（福德街） ↔ 大生圍

### 新界區專線小巴36A線
- Template:HK MiniBus Route NT Show:36A

### 新界區專線小巴37線
- 元朗（福德街） ↔ 牛潭尾中

### 新界區專線小巴38線
- 元朗（福德街） ↔  牛潭尾西

### 新界區專線小巴75線
- 元朗（福德街） ↔ 落馬洲站

### 新界區專線小巴76線
- 元朗（福德街） ↔ 小磡村

### 新界區專線小巴79S線
- 天水圍市中心 ↔ 落馬洲管制站

### 新界區專線小巴601線
- 元朗（鳳翔路） ↔ 北圍村

### 新界區專線小巴601C線
- 元朗鳳翔路 ↺ 爾巒

### 新界區專線小巴602線
- 元朗（鳳翔路） ↔ 大江埔

### 新界區專線小巴603線
- 元朗（鳳翔路） ↔ 逢吉鄉

### 新界區專線小巴608線
- 橫台山 ↔ 元朗（阜財街）

### 新界區專線小巴609線
- 元朗大球場 ↺ 博愛醫院

### 新界區專線小巴609B線
- 朗善邨 ↺ 元朗站

### 新界區專線小巴611B線
- 尚豪庭 ↺ 元朗站

### 新界區專線小巴611S線
- Template:HK MiniBus Route NT Show:611S

### 香港居民巴士NR93線
- 錦綉花園 ↔ 元朗（安信街）

### 香港居民巴士NR914線
- 加洲花園 ↺ 元朗（阜財街）

## 外部連結
- 香港巴士大典上的相关条目：元朗站公共運輸交匯處